# Оглядове колесо

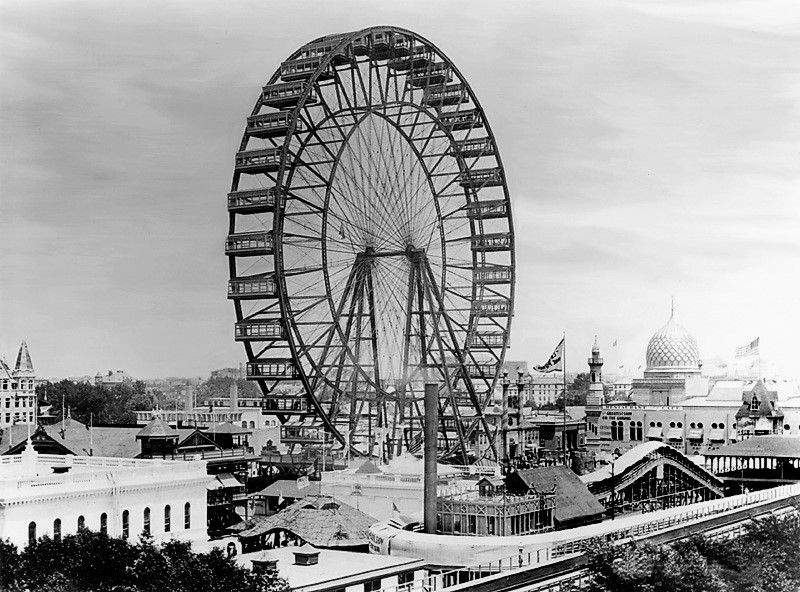
Найперше оглядове колесо, створене Джорджем Феррісом для Всесвітньої виставки 1893 року в Чикаго.

Оглядо́ве ко́лесо, або чо́ртове ко́лесо — атракціон у вигляді великого вертикально встановленого колеса, до ободу якого прикріплені кабінки для пасажирів. В наш час колесо огляду є неодмінним атрибутом багатьох парків розваг, а також і інших суспільних місць по всьому світу.
Сучасне колесо розробив Джордж Ферріс, як експонат на Всесвітній виставці в Чикаго в 1893 році. З того часу у багатьох країнах назва — «Колесо Ферріса» використовується для всіх подібних атракціонів.

## Відомі оглядові колеса

### В Україні
- Оглядове колесо в парку ім. Горького, Харків — 55 м, найбільше в Україні.
- Оглядове колесо, Бердянськ — 50 м,
- Буковель — 45 м.[2]
- Оглядове колесо в луна-парку, Одеса — 45 м,
- Оглядове колесо на Подолі, Київ — 43 м[3]

### У світі
- Лондонське око — 135-метрове колесо, було найбільшим у світі у 2000—2006 роках, до відкриття в Китаї колеса «Зірка Наньчана». У наш час є п'ятим у світі за висотою після «Зірки Наньчана», «Летючий Сингапур», «Гай Роллера» у Лас-Вегасі та «Ока Дубаю».
- Зірка Наньчана — четверте у світі за висотою, розташоване в Наньчані (Китай). Висота 160 м.
- Летючий Сингапур (Сингапурське оглядове колесо, англ. Singapore Flyer) — було найбільшим оглядовим колесом у світі у 2007—2014 рр. (165 м).
- Гай Роллер (англ. High Roller) — найвище оглядове колесо у світі (висота 167 м) до 21 жовтня 2021 року, відкрилося для відвідувачів 31 березня 2014 року.[4]
- Око Дубаю (Ain Dubai) — найвище оглядове колесо у світі[5] - 250 м.
- Baku eye (Бакинське оглядове колесо - азерб. «Şeytan çarxı» attraksionu) - має висоту 60 метрів 30 кабінок, кожна з який вміщює по 8 людей. Колесо розташоване у столиці Азербайджану, місті Баку. Відкрито для відвідування з 2014 року.

## Світлини

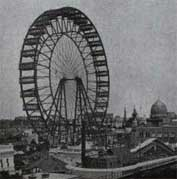
Перше оглядове колесо Джорджа Ферріса в Чикаго, 1893 р.
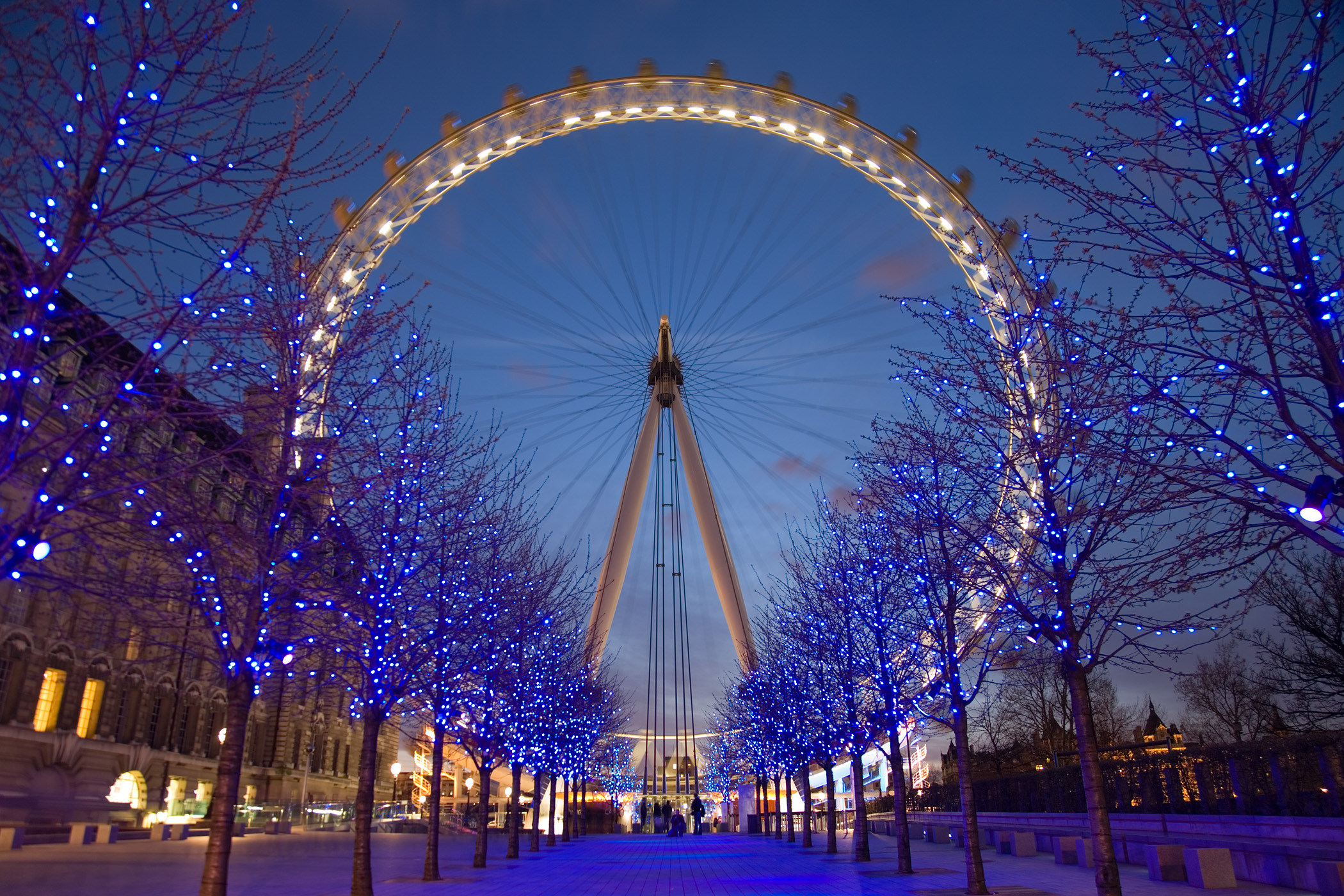
Лондонське око
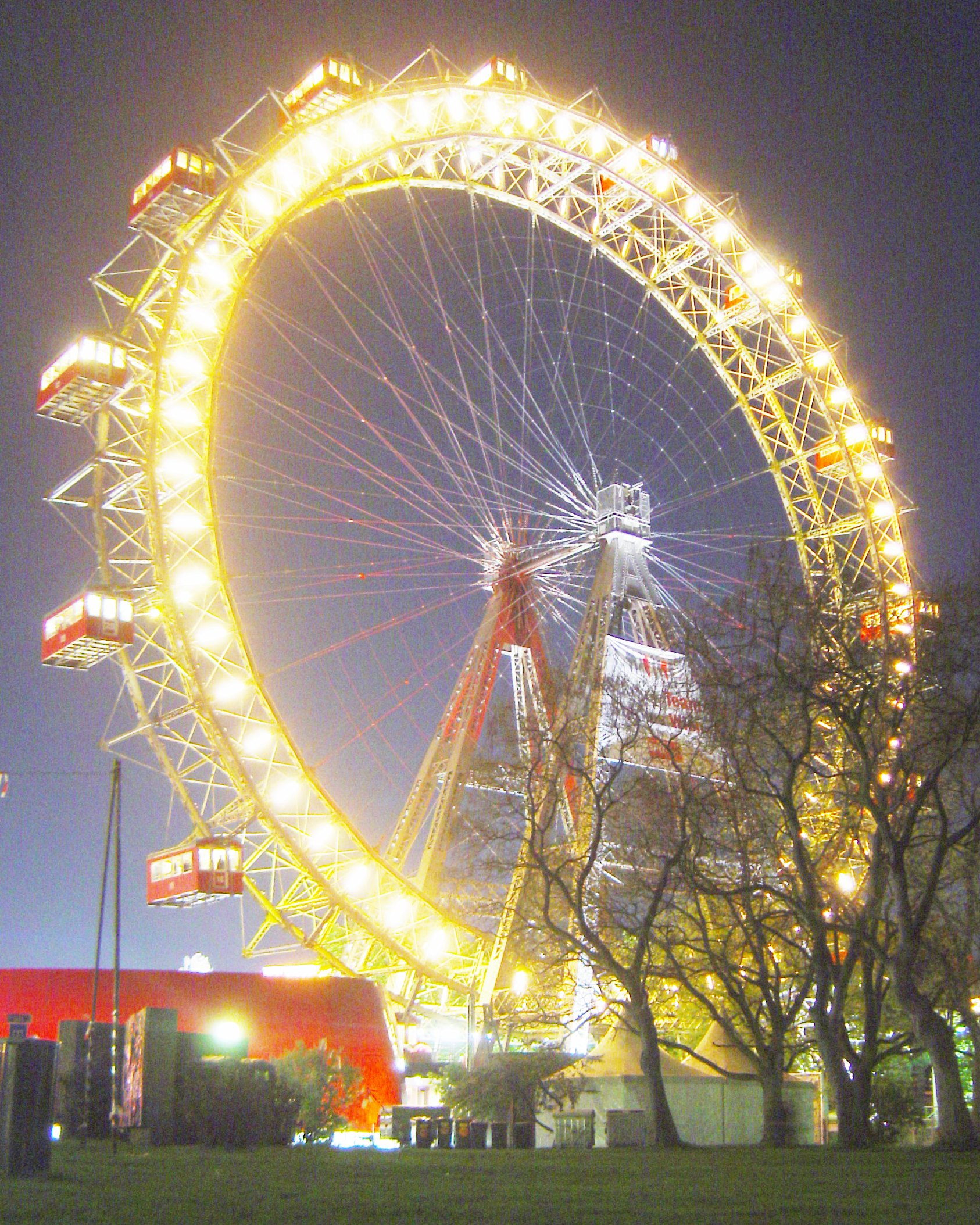
Відень, оглядове колесо
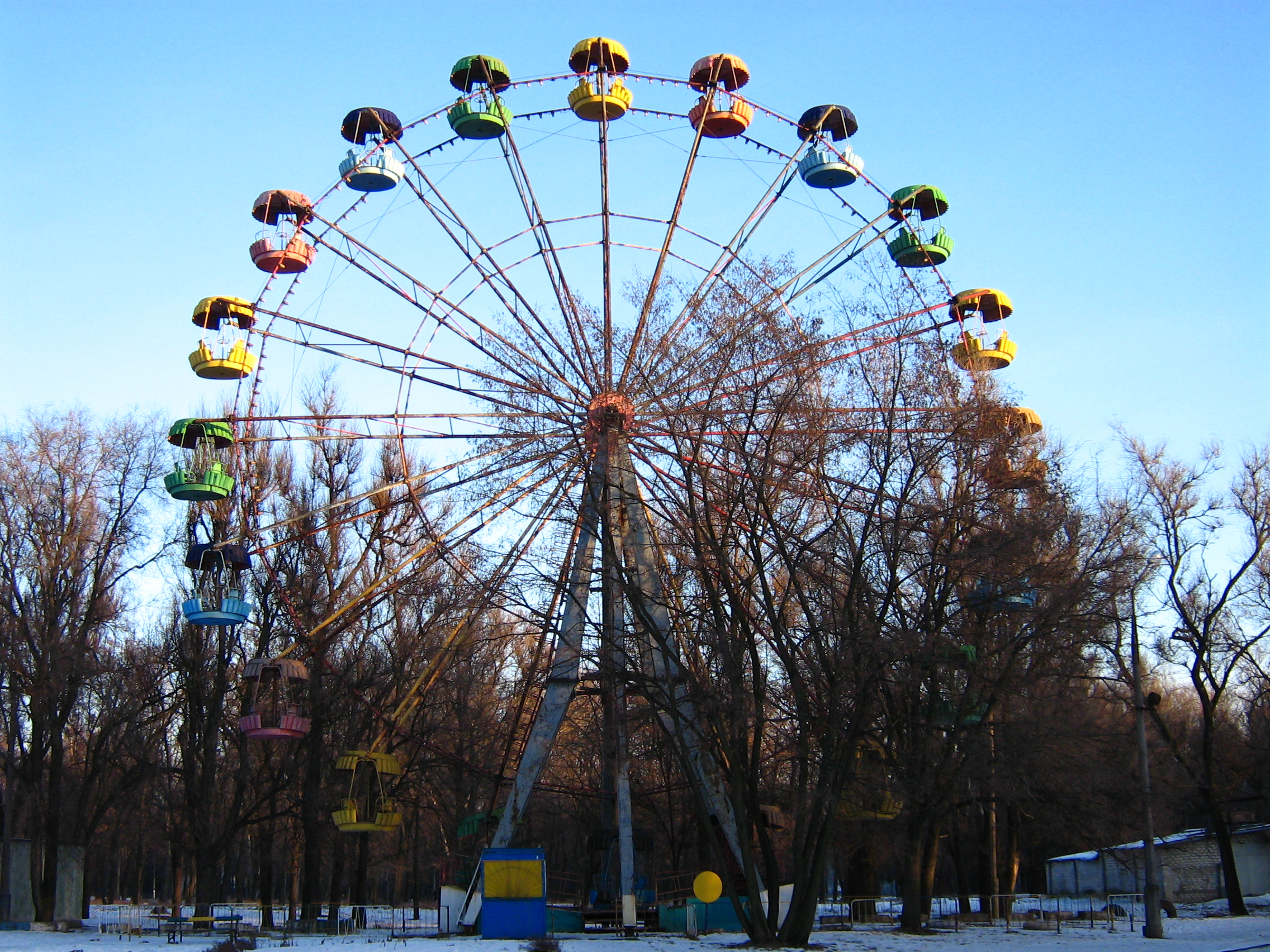
Найвище оглядове колесо в Україні (55 м), Парк Горького, Харків.
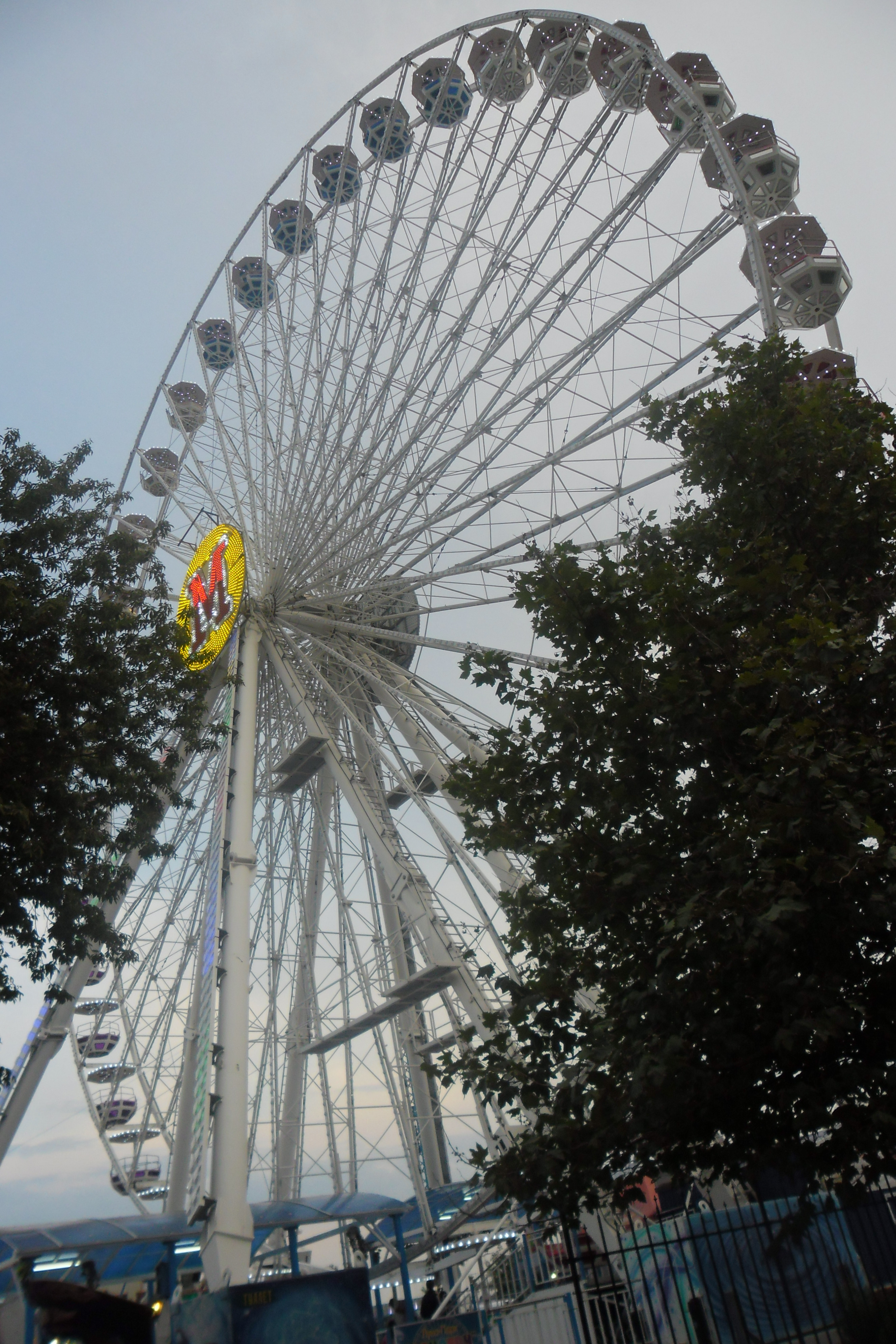
Оглядове колесо — одне з найбільших у Європі, Бердянськ, Україна.
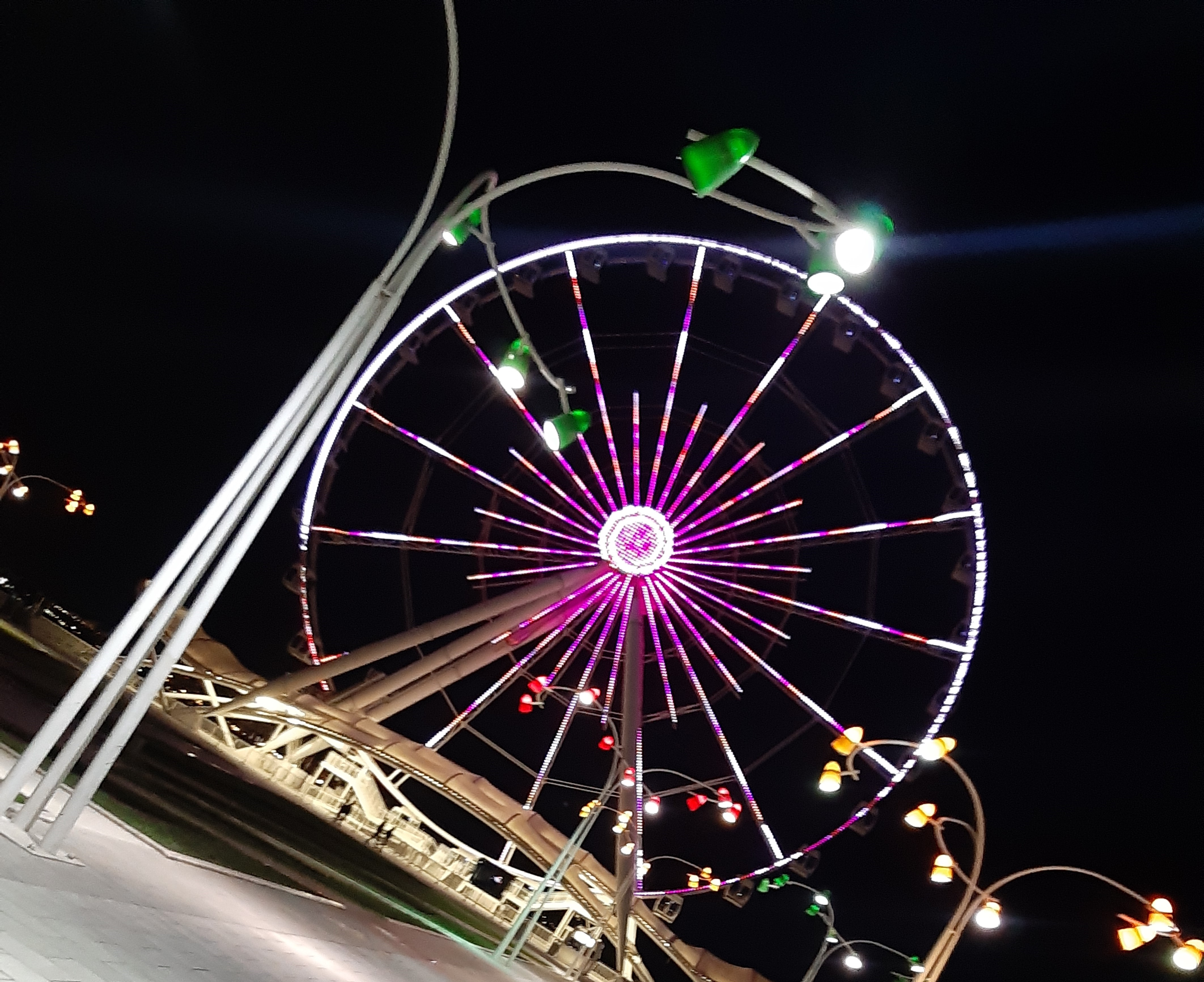
Бакинське оглядове колесо вночі
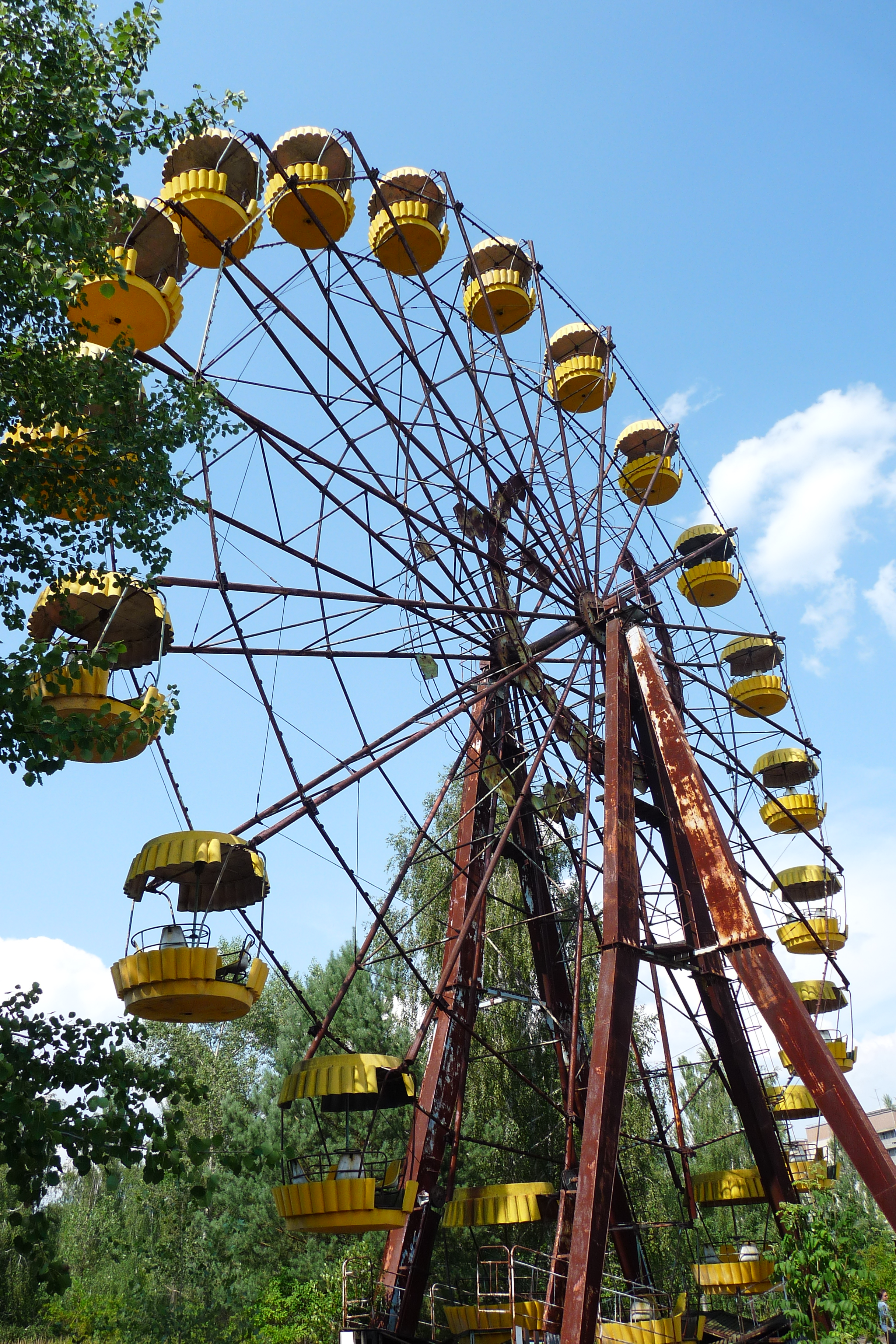
Оглядове колесо в місті Прип'ять,Чорнобильська зона відчуження